# Carlo Bayer
Karl Johannes „Carlo“ Bayer (* 13. Februar 1915 in Obernigk, Deutsches Reich; † 16. Januar 1977 in Rom) war ein deutscher Pionier der Caritas Internationalis.

## Leben
Bayer studierte Katholische Theologie an der Universität Breslau und ab 1934 als Alumne des Germanicums an der Päpstlichen Universität Gregoriana in Rom. Dort empfing er am 27. Oktober 1940 die Priesterweihe und wurde, nach dem Einzug in die Wehrmacht, Dolmetscher bei der Luftwaffe. Nach Kriegsende betreute er als Mitarbeiter der Commissione di Assistenza deutsche Kriegsgefangene in Italien und half Tätern des Holocaust bei der Flucht. Im Heiligen Jahr 1950 leitete er das deutsche Pilgerbüro in Rom. In den Jahren 1951 bis 1970 war Bayer Generalsekretär der Caritas Internationalis, der Vereinigung nationaler Caritasverbände. Ein wichtiger Schwerpunkt seiner Arbeit war die Aufbauhilfe für nationale Caritasorganisationen in Südamerika und Südosteuropa. Ideenreich und nicht selten unkonventionell koordinierte Bayer zahlreiche kirchliche Hilfsaktionen. Sein engagierter Einsatz in der Biafra-Hilfe (1968 bis 1970) führte zu diplomatischen Querelen und dem Rücktritt Bayers. In den Jahren 1972 bis 1977 leitete Bayer auf Empfehlung des Kardinals Julius Döpfner den Wiener Europäischen Hilfsfonds mit dem Schwerpunkt der Hilfe für Osteuropa.
Er starb am 16. Januar 1977 in seiner römischen Wohnung und wurde auf dem Campo Santo Teutonico beigesetzt.

## Auszeichnungen
- 1955: Verdienstkreuz (Steckkreuz) der Bundesrepublik Deutschland
- 1959: Großes Silbernes Ehrenzeichen für Verdienste um die Republik Österreich[1]
- 1965: Großes Verdienstkreuz der Bundesrepublik Deutschland